# Macrobrachium clymene
Macrobrachium clymene är en kräftdjursart som först beskrevs av De Man 1902.  Macrobrachium clymene ingår i släktet Macrobrachium och familjen Palaemonidae. Inga underarter finns listade i Catalogue of Life.